# Late Registration
Late Registration is het tweede studioalbum van de Amerikaanse hiphopartiest Kanye West. Het album werd op 30 augustus 2005 uitgebracht door Roc-A-Fella Records. West werkte samen met Jon Brion om Late Registration tot stand te brengen en op het album komen diverse gastartiesten voor, onder anderen Jay-Z, Lupe Fiasco, Jamie Foxx en Adam Levine. 
In de eerste week werden al 860.000 exemplaren verkocht en daarmee veroverde het album gelijk de eerste plek in de Billboard 200. Uiteindelijk werden er meer dan drie miljoen exemplaren verkocht. West won een Grammy Award met dit album.

## Achtergrond
Na het succes dat Kanye West had bereikt met The College Dropout ging hij verder met het uitbreiden van zijn muzikale stijl, vooral door middel van zijn teksten. Het gehele album kostte een jaar en twee miljoen dollar en werd grotendeels opgenomen in de Sony Music Studios in New York en in The Record Plant in Hollywood.
De opnamen, samen met Jon Brion, verliepen grotendeels experimenteel. West maakte de basis voor een lied met zijn standaardmethode: simpele samples (meestal versneld) gecombineerd met een geprogrammeerde beat. Brion bracht daar dan weer een andere klank in aan met verschillende instrumenten.
De basis voor de meest verkochte single van het album, waarbij West samenwerkte met Jamie Foxx, Gold Digger, lag in 2004 al klaar. Hij had de beat voor Shawnna's debuutalbum geproduceerd, maar zij koos ervoor deze niet te gebruiken. West wilde het niet laten vergaan, dus schreef zelf twee verzen en besloot er nog een derde aan toe te voegen, waarvoor hij Jamie Foxx uitnodigde. In totaal werden er meer dan 3 miljoen exemplaren van deze single verkocht.

## Tracklist
Alle teksten werden door Kanye West zelf geschreven. 
| Titel                                  | Producers                                 | Lengte |
| -------------------------------------- | ----------------------------------------- | ------ |
| Wake Up Mr. West                       | Kanye West                                | 0:41   |
| Heard 'Em Say (met Adam Levine)        | Kanye West, Jon Brion*                    | 3:23   |
| Touch the Sky (met Lupe Fiasco)        | Just Blaze                                | 3:57   |
| Gold Digger (met Jamie Foxx)           | Kanye West, Jon Brion*                    | 3:28   |
| Skit #1                                |                                           | 0:33   |
| Drive Slow (met Paul Wall & GLC)       | Kanye West                                | 4:32   |
| My Way Home (met Common)               | Kanye West                                | 1:43   |
| Crack Music (met The Game)             | Kanye West, Jon Brion*                    | 4:31   |
| Roses                                  | Kanye West, Jon Brion*                    | 4:05   |
| Bring Me Down (met Brandy)             | Kanye West, Jon Brion*                    | 3:18   |
| Addiction                              | Kanye West, Jon Brion*                    | 4:27   |
| Skit #2                                |                                           | 0:31   |
| Diamonds from Sierra Leone (met Jay-Z) | Kanye West, Jon Brion*, Devo Springsteen* | 3:53   |
| We Major (met Nas & Really Doe)        | Kanye West, Jon Brion*, Warryn Campbell*  | 7:28   |
| Skit #3                                |                                           | 0:24   |
| Hey Mama                               | Kanye West, Jon Brion*                    | 5:05   |
| Celebration                            | Kanye West, Jon Brion*                    | 3:18   |
| Skit #4                                |                                           | 1:18   |
| Gone (met Cam'ron & Consequence)       | Kanye West                                | 6:02   |
| Diamonds from Sierra Leone             | Kanye West, Jon Brion*, Devo Springsteen* | 3:58   |
| Late                                   | Kanye West                                | 3:50   |

* coproducer